# Vág
Vág è un comune di 566 abitanti situato nella contea di Győr-Moson-Sopron, nell'Ungheria nordoccidentale.